# Alice Whealey
Alice Whealey, född 1 januari 1963, är en oberoende historiker med inriktning på Europas intellektuella historia.

## Liv och gärning
Alice Whealey är dotter till historieprofessorn Robert H. Whealey och bosatt utanför San Francisco i Kalifornien. Hon har en kandidatexamen (BA) i historia från Stanford University i Kalifornien. Hon erhöll en post-graduate master’s degree (M.A.) i historia 1988, en post-graduate master’s degree (M.A.) i demografi 1992 och blev filosofie doktor i historia 1998, allt vid University of California, Berkeley i USA.
Ett av Whealeys bidrag till den vetenskapliga debatten är hennes förslag att det anonyma verk som går under namnet Pseudo-Justinus De resurrectione mortuorum ("Om de dödas uppståndelse") och som har antagits vara skrivet av Athenagoras av Aten, i själva verket har skrivits av Hippolytos av Rom.
Whealey har också publicerat flera artiklar och böcker där hon argumenterar för att Jesusomnämnandena hos Josefus är äkta och hon har kommit att betraktas som en auktoritet på detta område. Whealey argumenterar för att Josefus skrivit i stort sett hela Testimonium Flavianum förutom några smärre detaljer, däribland att han ursprungligen skrev något i stil med ”han ansågs vara Kristus” i stället för den bevarade ordalydelsen ”han var Kristus”.
Hennes främsta insats inom ”Jesus hos Josefus”-forskningen är dock måhända hennes klargörande av de källor som den syriske patriarken Mikael den store på 1100-talet och den arabisk-kristne krönikören Agapius från Hierapolis på 900-talet förlitade sig på; att de båda använde samma källor och att det därför är Mikael den store, och inte Agapius, som är den som bättre återger deras gemensamma förlaga, såsom tidigare ofta har antagits vara fallet.